# Hermillon
Hermillon foi uma comuna francesa na região administrativa de Auvérnia-Ródano-Alpes, no departamento de Saboia. Estendia-se por uma área de 14,06 km². Em 2010 a comuna tinha 1 103 habitantes (densidade: 78,4 hab./km²).
Em 1 de janeiro de 2019, foi incorporada à nova comuna de La Tour-en-Maurienne.